# Tour de Vendée 1990
Il Tour de Vendée 1990, diciannovesima edizione della corsa, si svolse il 22 aprile su un percorso di 204 km, con partenza e arrivo a La Roche-sur-Yon. Fu vinto dal francese François Lemarchand della Z davanti al suo connazionale e compagno di squadra Philippe Casado e al belga Ronny Van Holen.

## Ordine d'arrivo (Top 10)
| Pos. | Corridore           | Squadra             | Tempo |
| ---- | ------------------- | ------------------- | ----- |
| 1    | François Lemarchand | Z                   |       |
| 2    | Philippe Casado     | Z                   |       |
| 3    | Ronny Van Holen     | IOC-Tulip Computers |       |
| 4    | Allan Peiper        | Panasonic-Sportlife |       |
| 5    | Dirk Demol          | Lotto-Superclub     |       |
| 6    | Peter Gänsler       | Buckler             |       |
| 7    | Bruno Cornillet     | Z                   |       |
| 8    | Michel Cornelisse   | Panasonic-Sportlife |       |
| 9    | Luc Leblanc         | Castorama           |       |
| 10   | Theo de Rooy        | Panasonic-Sportlife |       |